# Schelhammeria
Schelhammeria es un género de plantas herbáceas con dos especies, perteneciente a la familia Colchicaceae. Es originario de Nueva Guinea y Australia.

## Especies
- Schelhammeria capitata Moench
- Schelhammeria cyperoides Dumort.